# 셰베키노

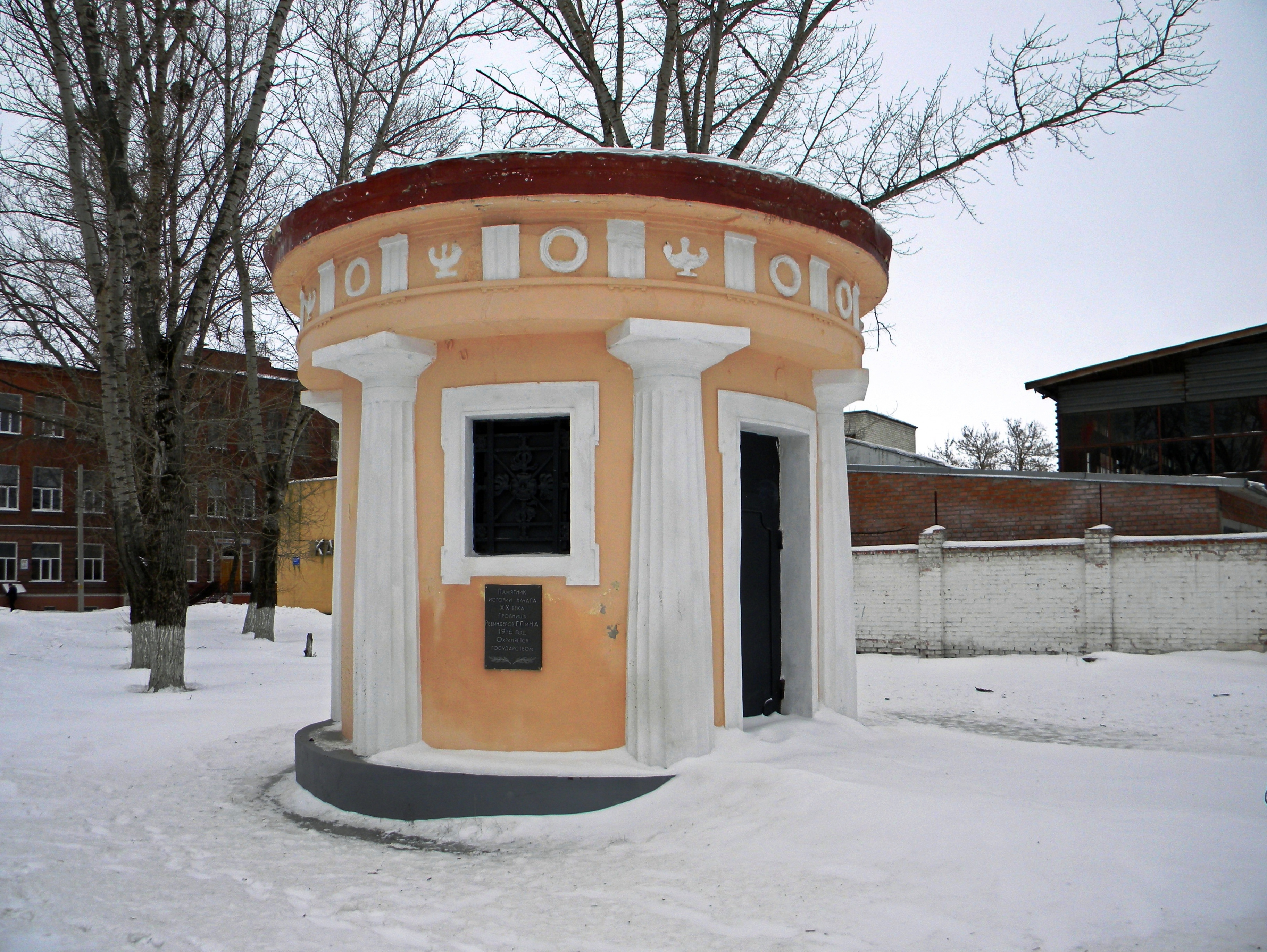

셰베키노(러시아어: Шебекино, 영어: Shebekino)는 벨고로드 주에 위치한 도시이다. 러시아인이 대부분이지만, 우크라이나인도 일부가 거주한다. 인구는 3만6,000명(1974년)이다.